# Schwarzenau (Herrschaft)
Die Herrschaft Schwarzenau war eine Grundherrschaft im Viertel ober dem Manhartsberg im Erzherzogtum Österreich unter der Enns, dem heutigen Niederösterreich.

## Ausdehnung
Die Herrschaft umfasste zuletzt die Ortsobrigkeit über Amaliendorf, Gadorf, Göbharts, Grafenschlag, Großhaselbach, Haslau, Hausbach, Jetzlesdorf, Jetzleshof, Kaltenbach, Markl, Modlisch, Großrupprechts, Kleinreichenbach, Schacherdorf, Scheideldorf, Schlag, Schoberdorf, Sparbach, Schwarzenau, Vitis, Willings. Der Sitz der Verwaltung befand sich im Schloss Schwarzenau.

## Geschichte
Letzter Inhaber der Allodialherrschaft war August Baron von Pereira-Arnstein, welcher die Herrschaft nach den Reformen 1848/1849 auflöste.